# Reserva comunal Asháninka
La Reserva comunal Asháninka és una àrea protegida al Perú. Es troba a les regions Junín i Cusco, a les província de Província de Satipo i La Convención respectivament.
Va ser creat el 14 de gener de 2003, mitjançant Decret Suprem Núm. 003-2003-AG.. Té una extensió de 184.468,38 hectàrees.
Està situada en el districte de Riu Tambo a la província de Satipo, regió de Junín i en el districte de Pichari a la província de la Convención, regió de Cusco.